# Yvonne Franssen
Yvonne Franssen es una deportista canadiense que compitió en taekwondo. Ganó dos medallas en el Campeonato Mundial de Taekwondo en los años 1989 y 1991, y tres medallas en el Campeonato Panamericano de Taekwondo entre los años 1988 y 1992.

## Palmarés internacional
| Campeonato Mundial      | Campeonato Mundial                | Campeonato Mundial | Campeonato Mundial |
| Año                     | Lugar                             | Medalla            | Categoría          |
| ----------------------- | --------------------------------- | ------------------ | ------------------ |
| 1989                    | Seúl (Corea del Sur)              | Medalla de plata   | +70 kg             |
| 1991                    | Atenas (Grecia)                   | Medalla de plata   | +70 kg             |
| Campeonato Panamericano |                                   |                    |                    |
| Año                     | Lugar                             | Medalla            | Categoría          |
| 1988                    | Lima (Perú)                       | Medalla de bronce  | +70 kg             |
| 1990                    | Bayamón (Puerto Rico)             | Medalla de plata   | +70 kg             |
| 1992                    | Colorado Springs (Estados Unidos) | Medalla de oro     | +70 kg             |